# William Talman (Architekt)

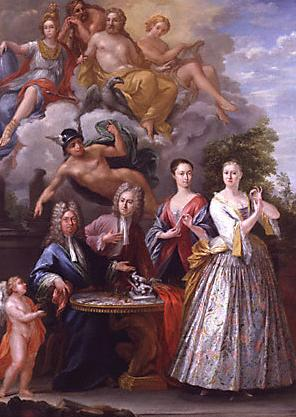
William Talman, sein Sohn John Talman, seine Tochter Frances Cokayne und seine Frau Hannah Talman, von Giuseppe Grisoni (um 1718/19)

William Talman (* 1650; † 1719) war ein englischer Architekt und Zeitgenosse von Christopher Wren.
Talman gestaltete die Fassaden seiner Landhäuser mit Pilastern, Architraven und Friesen und übte damit einen großen Einfluss auf die Gestaltung der englischen Landhäuser ein. Im königlichen Bauamt war er Mitarbeiter von Christopher Wren und überarbeitete wahrscheinlich auch die Planung für den Hampton Court Palace. Er zählte zu den wichtigsten englischen Landhausarchitekten und verband in seiner Arbeit den französischen mit dem italienischen Barock. Sein Einfluss darauf wurde nur durch den Architekten John Vanbrugh übertroffen, der den berühmten Blenheim Palace sowie Castle Howard schuf.
| Personendaten    | Personendaten        |
| ---------------- | -------------------- |
| NAME             | Talman, William      |
| KURZBESCHREIBUNG | englischer Architekt |
| GEBURTSDATUM     | 1650                 |
| STERBEDATUM      | 1719                 |